# Peter Kuras

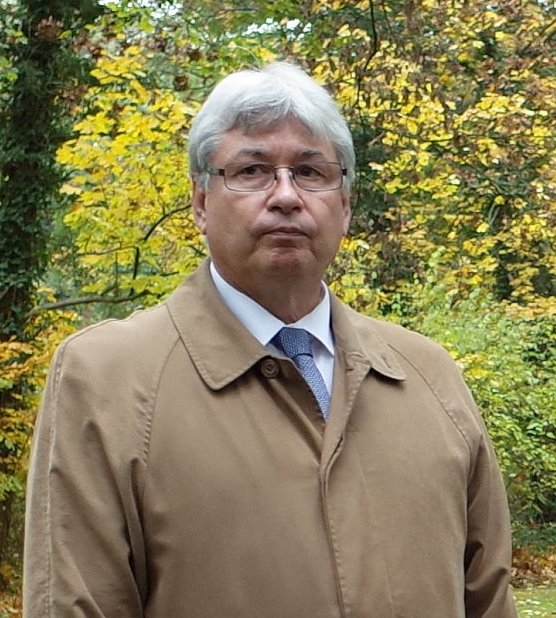
Peter Kuras (2016)

Peter Kuras (* 8. Mai 1958 in Dessau) ist ein deutscher Kommunalpolitiker der FDP. Er war vom 1. Juli 2014 bis zum 27. Juni 2021 Oberbürgermeister der kreisfreien Stadt Dessau-Roßlau.

## Leben
Kuras wuchs in Dessau auf. Nach seinem Abitur 1976 am Philanthropinum Dessau leistete er seinen Grundwehrdienst bei der NVA. Ab 1978 studierte er an der Universität Rostock Schiffsbau.
Peter Kuras ist verheiratet mit Veronika Kuras (geb. Wald) und hat zwei Kinder.

## Politische Arbeit
Kuras trat 1983 der Liberal-Demokratischen Partei Deutschlands bei und ist Mitglied der FDP. Am 15. Juni 2014 gewann Kuras die Stichwahl gegen den Amtsinhaber Klemens Koschig und wurde somit am 1. Juli 2014 zum Oberbürgermeister der kreisfreien Stadt Dessau-Roßlau gewählt. Seit 2014 ist er Mitglied im Hauptausschuss des Deutschen Städtetages. Peter Kuras kandidierte bei der Wahl zum Oberbürgermeister Dessau-Roßlaus am 6. Juni 2021 nicht mehr für eine weitere Amtszeit. Sein Nachfolger im Amt ist der parteilose Robert Reck.